# Innere Stadt (Wels)

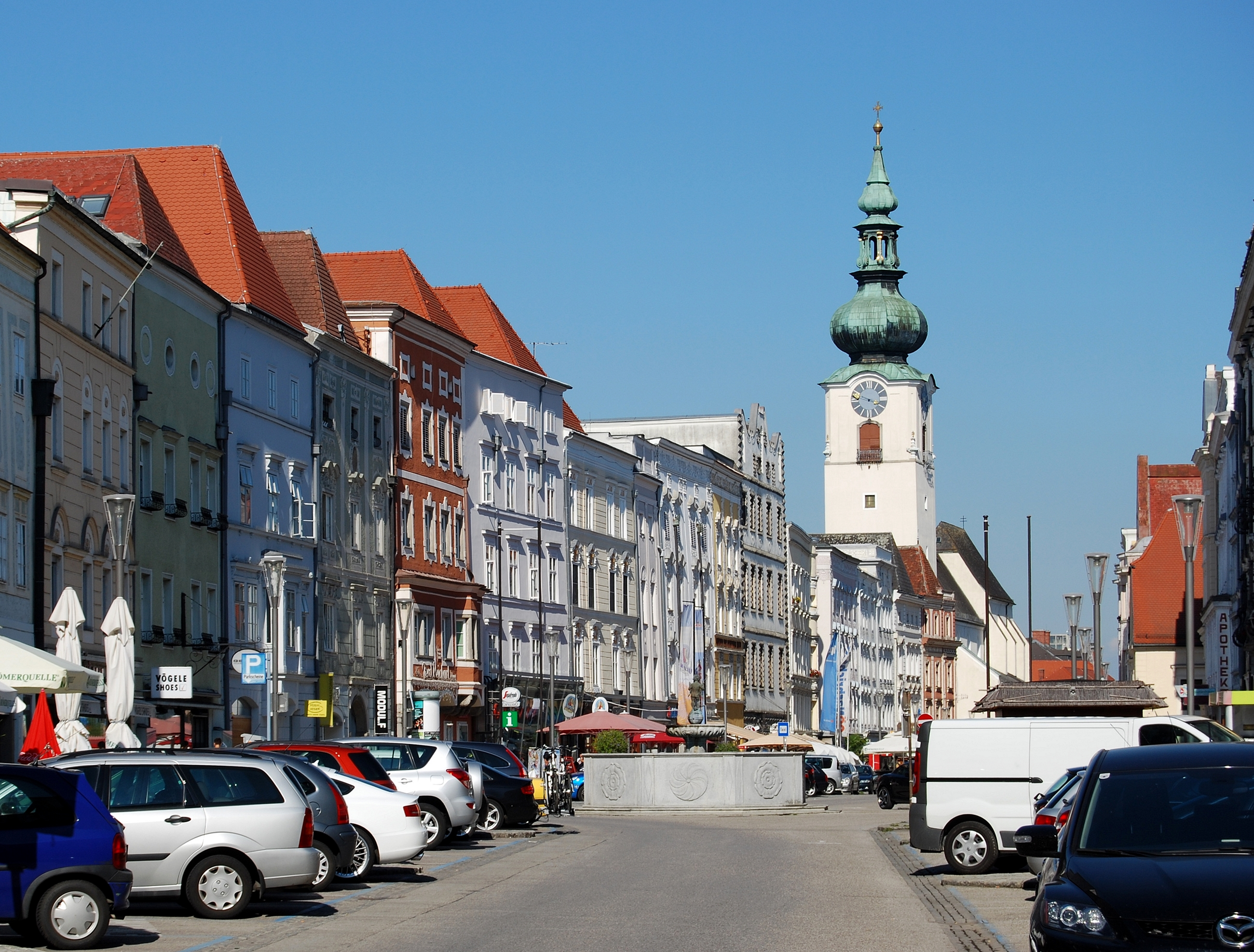
Stadtplatz

Die Innere Stadt ist ein Zählbezirk sowie ein Stadtteil der Stadt Wels mit 8.681 Einwohnern auf dem Gebiet der Katastralgemeinde Wels. Der Stadtteil entspricht in etwa Wels in seinen historischen Grenzen beziehungsweise der römischen Stadt Ovilava.

## Ortsteile und Siedlungen
Die Stadt gliedert sich nicht wie alle anderen Stadtteile in Siedlungen oder Ortsteile, sondern in Viertel. In Wels spricht man hier vom Bahnhofsviertel, der Altstadt, dem Vorstadtviertel und dem Marktviertel (früher Friedhofsviertel). Historische Ortsteile wie Rosenau, Berhardin und Hochpoint werden heute zu den Stadtteilen Lichtenegg beziehungsweise zur Pernau gezählt.
Die Innere Stadt grenzt im Norden an die Vogelweide und an die Neustadt, im Osten an die Pernau, im Süden an Thalheim und im Westen an Lichtenegg.

## Sehenswürdigkeiten
- Stadtplatz
- Ledererturm (einziges noch erhaltenes Stadttor, Wahrzeichen von Wels)
- Welser Metzen (altertümliches Gefäß zum Abmessen von Getreide, das Original ist im Burgmuseum untergebracht)
- Welser Burg (erstmals 776 erwähnt, Kaiser Maximilian I. verstarb hier 1519)
- Schloss Polheim (Stammsitz der Polheimer, erbaut um ca. 1280)
- Stadttheater Hotel Greif (Städtisches Stadttheater, früher ein Wahrzeichen der Stadt)
- Haus der Salome Alt (Wohnhaus der Geliebten des Fürsterzbischofs von Salzburg Wolf Dietrich von Raitenau)
- Rathaus (Sitz der Stadtverwaltung, von Johann Michael Prunner im Rokokostil umgebaut)
- Palais Tilly (früheres Freihaus, 1750 von Johann Michael Prunner umgebaut, heute Sitz der Bezirkshauptmannschaft Wels-Land)
- Palais Salburg (Bau aus dem Hochbarock, Kaiser Karl VI. und Papst Pius VI. übernachteten hier)
- Maria Theresia Hochhaus „Maresi“ (1967 erbaut, kurze Zeit mit 78,8 m Höhe das höchste Hochhaus Österreichs, bevor es vom Elisabethhochhaus in Graz abgelöst wurde, bis in die 1970er das höchste Oberösterreichs)[2]
- Wasserturm und Zwinger (1577 erbaut, diente der Turm zur Wasserversorgung der Stadt)
- Welios (Museum)
- Gösser Bräu (eines der ältesten Braugasthäuser in Wels; erbaut im 16. Jahrhundert, 1925 von der Gösser Brauerei gekauft, seit 1932 in Familienbesitz)
- Gradierwerk

## Geschichte
Die Geschichte der Welser Innenstadt reicht zurück bis in die Steinzeit.
Unter den Römern wurde Ovilava – wie Wels damals hieß – zu einer Großstadt. Im 4. Jahrhundert ging die Bedeutung von Wels als Handelszentrum durch die Völkerwanderungen verloren. Erst im 8. Jahrhundert wurde Wels wieder mit einer Befestigungsanlage ausgestattet. Im 13. Jahrhundert – bereits unter der Regentschaft der Habsburger – formte sich das Gesicht des heutigen Stadtplatzes. Auch das Lederertor fand damals schon Erwähnung.
Bedeutend für den Ausbau der Innenstadt war auch Kaiser Maximilian I., der immer wieder in Wels weilte und der 1519 auf der Burg verstarb.
Da während der Reformationszeit viele Welser Bürger protestantischen Glaubens waren, wurde die Stadt 1626, als die Truppen Fadingers sich hierher zurückzogen, ein Raub der Flammen. 1690 wütete auch die Pest in der Innenstadt. Zu Beginn des 19. Jahrhunderts war Wels immer wieder von französischen Truppen besetzt, die sich teilweise heftige Kämpfe mit ihren Gegnern um die Stadt Wels lieferten.
Von großer Bedeutung für die Innenstadt war die Eröffnung der Pferdeeisenbahn Gmunden–Budweis 1835.
Ende des 19. und Anfang des 20. Jahrhunderts veränderte sich die Innenstadt strukturell sehr stark. Wichtige Einrichtungen wie der Schlachthof, die Sparkasse oder das Stadttheater wurden in dieser Zeit gebaut. Es gab auch Pläne, eine Straßenbahn vom Hauptbahnhof zur Traunlände zu führen. 1916 wurde die Karlsbrücke als letztes wichtiges Bauwerk dieser Zeit fertig gestellt.
Die Jahre zwischen den beiden Weltkriegen waren von hoher Arbeitslosigkeit gekennzeichnet. 1918 wütete auch die Spanische Grippe in Wels.
In der Zeit des Nationalsozialismus wurde der überwiegende Teil der jüdischen Bevölkerung, die in Wels hauptsächlich in der Innenstadt lebte, vertrieben. Mindestens 13 Welser Juden kamen in den Konzentrationslagern der Nationalsozialisten ums Leben.
Während des Zweiten Weltkrieges wurde die Innenstadt durch alliierte Bombenangriffe schwer zerstört beziehungsweise schwer beschädigt. Vor allem das Bahnhofs- und das Vorstadtviertel waren stark betroffen.
Nach dem Krieg wurden viele Gebäude im Stil der 1950er und 1960er Jahre wieder aufgebaut, so verlor beispielsweise das Stadttheater (damals ein Wahrzeichen der Stadt) sein Aussehen.
Auch der Semmelturm fiel der regen Bautätigkeit dieser Zeit zum Opfer.

## Wirtschaft und Infrastruktur
Die Innenstadt ist das Zentrum des Einzelhandels der Region Wels, kämpft aber wie so viele Innenstädte in Mitteleuropa mit dem strukturellen Wandel der vergangenen Jahrzehnte. Einige wichtige Frequenzbringer wie etwa Fastfood-Restaurants, Modehäuser oder Lebensmittelgeschäfte siedelten sich verstärkt in den umliegenden Stadtteilen an. Trotzdem haben zahlreiche wichtige Unternehmen ihren Firmensitz oder Standort in der Innenstadt; dies wird vor allem durch die Nähe zum Hauptbahnhof begünstigt. So hat etwa die Firma Fronius einen Standort hier. Auch die Berglandmilch – zu der auch die Marke Schärdinger gehört – hat hier ihren Firmensitz.
Von enormer Bedeutung ist auch die Welser Messe, die sich im Westen des Stadtteils befindet. Es ist österreichweit einzigartig, dass sich ein Messegelände in der dichtbebauten Innenstadt befindet. Auf dem Areal befinden sich auch der Volksgarten und der Tiergarten sowie das Welios.
Die Innenstadt beheimatet auch zahlreiche Bildungseinrichtungen. So befinden sich etwa die HTL und die beiden Handelsakademien in diesem Stadtteil. Auch wichtige Gymnasien sind in diesem Stadtteil situiert, darüber hinaus mit der Fachhochschule Wels auch eine für ganz Österreich wichtige Bildungseinrichtung.
Mit dem Hauptbahnhof ist die Innenstadt an den internationalen Zugverkehr angeschlossen, des Weiteren befindet sich auch der Lokalbahnhof (Almtalbahnhof) im Westen des Stadtteils. Auf dem Messegelände befindet sich ebenfalls eine Station der Almtalbahn.
Am Kaiser-Josef-Platz ist die zentrale Umsteigstelle der Welser Linien. Von hier aus ist der Stadtteil mit den übrigen Stadtteilen verbunden.

## Kultur und Freizeit
In der Innenstadt befinden sich zahlreiche kulturelle Einrichtungen wie etwa das Medien Kultur Haus, welches in der Alten Sparkasse untergebracht ist. Wichtig ist auch das Stadttheater Greif am Kaiser-Josef-Platz, wo neben Konzerten, Lesungen und Theateraufführungen, des Ambientes wegen einige Bälle stattfinden. Ein weiterer Veranstaltungsort ist die Stadthalle im Volksgarten.
Eine wichtige Veranstaltung ist das Welser Volksfest, welches jährlich einmal im Frühjahr zur Messe Blühendes Österreich und einmal zur Herbstmesse stattfindet. Da die größere Herbstmesse nur alle zwei Jahre stattfindet, heißt das Volksfest in ungeraden Jahren Oktoberfest.
Außerdem findet ab 2014 im Zweijahresrhythmus das Welser Stadtfest statt.
Zu Weihnachten gibt es in der Innenstadt die Welser Weihnachtswelt. Sie ist einer der größten Weihnachtsmärkte in Oberösterreich und erstreckt sich vom Pollheimerpark über die Ringstraße bis zum Stadtplatz.
Als Naherholungsgebiet werden die großen Parkanlagen wie etwa der Volksgarten, der Burggarten oder der Tierpark genützt. Auch das Gebiet rund um die Traun gewinnt zunehmend an Bedeutung.
Seit Oktober 2009 findet in der Welser Innenstadt ein Agenda21-Prozess statt, mit dem Ziel, über eine Beteiligung der Bewohner aus möglichst allen gesellschaftlichen Gruppen eine Attraktivierung des Lebensraumes und eine Verbesserung der Lebensqualität zu bewirken. Unter anderem wurde das Baden an der Traun und am Mühlbach ermöglicht, ein Erinnerungsweg erstellt sowie zentral gelegene Parks wie der Schwimmschulpark oder der Gaswerk-Park (Gaspark) unter sozialen und ökologischen Gesichtspunkten umgestaltet.
Sportlich ist vor allem das Welser Innenstadtkriterium überregional bekannt.